# Gérald Michiara
Gérald Michiara, né le 10 décembre 1972 à Biarritz (Pyrénées-Atlantiques), est un athlète français, ancien champion (1988 - 2012) de boxe, de sambo, de lutte libre, de kick-boxing, et de full-contact. Il fait carrière comme militaire français, dans la Légion étrangère. Populaire sur YouTube, il participe sous le nom de Major Gérald aux vidéos de la chaîne Légion étrangère. Parallèlement il anime sa propre chaîne sur la même plateforme et sur Tiktok.

## Biographie
Gérald Michiara est né en France à Biarritz en décembre 1972, issu d'une famille de militaires. Son père est un ancien champion de pentathlon militaire (équipe du 1er RPIMa de Bayonne)[réf. nécessaire]. Sportif de haut niveau en sports de combat, il poursuit une carrière dans les rangs de la Légion étrangère où il se spécialise dans la branche entrainement physique militaire et sportif (EPMS). Major, officier des sports du 1er Régiment étranger basé à Aubagne, il acquiert une certaine notoriété comme présentateur sportif d'une série de vidéos réalisées, sous le nom de Major Gérald, par la chaîne de communication de la Légion étrangère sur la plateforme Youtube.

## Parcours sportif
Ceinture marron de judo, plusieurs fois champion de full-contact, kick-boxing, lutte, et de sambo, c'est un spécialiste des sports de combat.
En 2005, il entame une carrière de boxeur professionnel. Souhaitant évoluer en boxe anglaise mais atteint par la limite d'âge, il est orienté en boxe pieds-poings. Le manager marseillais Jean Molina, ayant reconnu ses qualités athlétiques et son punch le prend sous son aile et sera son manager. Licencié au club de son camarade légionnaire Laurent Cartiaux (le LCKBA). Il remporte trois titres de champion de France en full-contact  (notamment au Havre en 2009), 1 titre de champion de France en K1, 1 victoire à l'Open de France de boxe américaine et 1 titre de vice-champion de France en kick-boxing.
Membre de l'équipe de France, il participe aux championnats du monde de full-contact en 2009 et aux championnats du monde de K1 en 2011.
Il est sacré champion d'Europe de Full-contact en 2012 à l'âge de 39 ans,,,.
Une mutation militaire à Abou Dabi aux Émirats arabes unis et une blessure l'ont contraint à arrêter sa carrière de boxeur professionnel.
De retour à Aubagne en 2016, Gérald Michiara, âgé de 43 ans, tente un retour à la boxe. Les tests matchs sont concluants et il a le soutien de Jean Molina mais, au cours de la visite d'aptitude médicale, il est détecté une détérioration post traumatique de son œil gauche à la suite de la fracture du plancher orbital qu'il avait subie lors de la finale du championnat d'Europe de full-contact en 2010. Cette détérioration se traduit par une cataracte qui implique une opération chirurgicale. Il perd alors toutes aptitudes médicales pour pratiquer un sport de percussion en compétition.

### Diplômes sportifs
- Brevet d'État d'éducateur sportif du 1er degré d’activités pour tous (BEESAPT) « par équivalence militaire (BSTAT EPMS) » ;
- Brevet d’État d’éducateur sportif du 1er degré aux activités de la natation (BEESAN) ;
- Certificat d’aptitude à l’exercice de la profession de maître-nageur sauveteur (CAEP-MNS) ;
- Brevet professionnel de la jeunesse, de l’éducation populaire et du sport (BPJEPS) mention Boxe ;
- Brevet professionnel de la jeunesse de l’éducation populaire et du sport (BPJEPS) mention Sports de contacts et disciplines associées ;
- Parachutisme sportif : Brevet B ;
- Plongée sous-marine : Niveau III (par équivalence militaire).

### Palmarès sportif
- 1988 : Championnat de France de Sambo : 5e place
- 1989 : Championnat de France de Sambo : 3e place
- 1990 : Championnat de France de Lutte Libre : 2de place (catégorie junior de moins de 74 kg)[6]
- 1996 : Record du parcours du combattant (2 min 42 s) de la Légion Étrangère au 4e Régiment étranger à Castelnaudary,
- 1999 : Championnat régional d'athlétisme en Corse sur le 400 m : 1re place
- 2006 : Championnat de zone amateur en Kick-Boxing : 1re place
- 2007 : Championnat de France de kick-Boxing : 2de place (catégorie moins de 85 kg)
- 2007 : Open de France de boxe américaine : 1re place (catégorie moins de 81 kg)
- 2008 : Championnat de France de full-contact : 1re place (catégorie moins de 81 kg)
- 2008 : Coupe du Monde WAKO de Full-Contact. 8ème de finale (catégorie moins de 81kg).
- 2008 : Coupe de France de full-contact : 1re place (catégorie moins de 81 kg).
- 2009 : Championnat de France de full-contact (moins de 81 kg) : 1re place
- 2009 : Coupe du Monde WAKO de Full-Contact. Quart de finale (catégorie moins de 81kg).
- 2009 : Championnat du Monde WAKO de full-contact (équipe de France moins de 81 kg): quart de finale
- 2010 : Championnat d'Europe WKN de full-contact : 2de place (moins de 82,2 kg)
- 2010 : Coupe de France de full-contact : 1re place (catégorie moins de 81 kg)
- 2011 : Championnat de France de K1 : 1re place (moins de 86 kg)
- 2011 : Coupe de France de K I : 1re place (catégorie moins de 86 kg)
- 2011 : Championnat de France de full-contact : 1re place (moins de 81 kg).
- 2011 : Championnat du Monde WAKO de K1 (équipe de France moins de 81 kg) : quart de finale
- 2012 : Championnat d'Europe ISKA de full-contact : 1re place (catégorie moins de 81,6 kg)[2],[3],[4],[5].

## Parcours militaire
Engagé en février 1990 dans la Légion étrangère à l'âge de 17 ans, il se fait remarquer en terminant premier de son instruction. À l'issue, il est affecté au 2e Régiment étranger de parachutistes à Calvi (Corse). De nouveau, il se classe premier de sa promotion parachutiste.
Il sert au 2e REP jusqu'en 2003 ou il est breveté plongeur de l'armée de Terre (en 1992) et plongeur de bord de la Marine Nationale (en 1999). En 1997, il est orienté dans la branche de spécialité sport. Au sein de ce régiment, Il a participé à huit opérations extérieures, parmi lesquelles le Tchad, l'ex-Yougoslavie, la Centrafrique ou encore la Somalie. Il effectue de 2003 à 2005 un séjour à la 13e Demi-brigade de Légion étrangère à Djibouti en tant qu'instructeur au centre d'entraînement commando d'Arta-plage (CECAP).
Athlète particulièrement complet et performant, il se classe notamment à la première place des examens d'entrée des certificats techniques militaires, élémentaires, du 1er et du 2e degré de la spécialité sport.
En 2005, il est affecté comme officier des sports, à l'entraînement physique et sportif des légionnaires, au sein du 1er Régiment étranger basé à Aubagne, où il sert jusqu'en 2012. De 2012 à 2014, il est désigné pour une mutation et rejoint une nouvelle fois la 13e Demi brigade de légion étrangère qui est stationnée aux Émirats arabes unis à Abu Dhabi. À son retour, il est affecté au 4e Régiment étranger à Castelnaudary, le régiment d'instruction de la Légion étrangère. Dans ces deux affectations, il exerce également les fonctions d'officier des sports. En 2016, il est réaffecté au 1er Régiment étranger à Aubagne.
Son grade militaire actuel est Major.
En 2017, lorsque la Légion étrangère redéploie sa communication en dynamisant en particulier sa chaine Youtube, il apparaît comme conseiller en préparation sportive sur une série de vidéos qui connait un véritable succès. Rapidement, la Légion étrangère diversifie ses séries. La série sport prend le nom de "Major Gérald" ou #MajorGérald.

### Diplômes militaires
- Brevet de Parachutiste (Troupes Aéroportées) ;
- Brevet de chef de groupe TAP (Troupes Aéroportées) ;
- Brevet de Largueur Opérationnel (Troupes Aéroportées) ;
- Brevet de Plongeur de l’Armée de Terre ;
- Brevet de Plongeur de Bord (Marine Nationale) ;
- Instructeur au combat corps à corps ;
- Instructeur des techniques d’interventions opérationnelles rapprochées ;
- Instructeur des sports de combat ;
- Brevet supérieur de technicien de l’Armée de Terre, entraînement physique militaire et sportif EPMS (BSTAT EPMS) ;
- Instructeur des techniques commandos ;
- Moniteur sur l’instruction au tir de combat (ISTC).

### Affectations
- 1990-2003 : 2e Régiment étranger de parachutistes à Calvi (2°REP) ;
- 2003-2005 : 13e Demi-brigade de Légion étrangère à Djibouti (13°DBLE) ;
- 2005-2012 : 1er Régiment étranger à Aubagne (1°RE) ;
- 2012-2014 : 13e Demi-brigade de Légion étrangère à Abu Dhabi (13°DBLE) ;
- 2014-2016 : 4e Régiment étranger à Castelnaudary (4°RE) ;
- Depuis 2016 : 1er Régiment étranger à Aubagne (1°RE).

### Missions
- Tchad décembre 1990 ;
- Djibouti janvier à juillet 1991 ;
- Djibouti novembre à décembre 1992 ;
- Somalie décembre 1992 à février 1993 ;
- Djibouti février 1992 à mars 1993 ;
- Tchad mars à juillet 1994 ;
- République centrafricaine (RCA) octobre 1994 à février 1995 ;
- Bosnie-Herzégovine novembre 1995 à mars 1996 ;
- Tchad octobre à novembre 1996 ;
- République centrafricaine (RCA) novembre 1996 à février 1997 ;
- ex-Yougoslavie juillet 1999 à	décembre 1999 ;
- Djibouti septembre 2001 à janvier	2002 ;
- Djibouti août 2003 à août	2005 ;
- Guyane février à mars 2009 ;
- Émirats arabes unis juillet 2012 à octobre 2014.

## Parcours YouTube

### Personnalité de la chaine Youtube Légion étrangère
Gérald Michiara apparaît sous le nom de Major Gérald dans une série de vidéos conçues par la communication de la Légion étrangère. L'institution propose des entraînements sportifs, mais aussi des partenariats avec des influenceurs spécialisés dans les sports extrêmes : Riding Zone, Hit The Road, Karaté Bushido Officiel.

#### Présentation et animations de reportages «Légion étrangère»
En 2017, émission de sports extrêmes Riding Zone diffusée sur France Ô. Confrontation avec un traceur professionnel au parcours du combattant. Cette émission aura généré plus de huit millions de vues sur la plate-forme YouTube.
En 2018, vidéos avec le collectif de Parkour "Hit the road" (2,7 millions de vues : https://www.youtube.com/watch?v=5q9U8GFSKvg)
En 2020, la playlist sport de la chaîne Légion étrangère porte l'étiquette Major Gérald,. Durant la période de confinement la chaîne Légion publie une vidéo sur les gestes barrières avec le Major Gérald. La vidéo est partagée par l'Armée de terre et par de nombreux médias,,. La même année la chaîne Légion Étrangère fait un partenariat avec l'ancien combattant de MMA Grégory Bouchelaghem (connu sous le nom de GregMMA) pour la chaîne Karaté Bushido Officiel. Lors d'un entretien qui lui est consacré, Le Major Gérald est considéré comme le plus célèbre des légionnaires par le magazine Karaté Bushido. Le même magazine offre également au légionnaire une exposition en une de couverture.

### Chaine YouTube personnelle
Depuis 2010, en collaboration avec le producteur Guillaume Sanjorge, Gérald Michiara développe une chaîne YouTube suivie par plus de 100 000 abonnés, consacrée à son actualité sportive et artistique. On y retrouve différents thèmes, tels que la sécurité privée, la nutrition, le développement personnel, l’aventure, la jeunesse, le combat, l’entraînement, l’histoire, les coulisses de tournages, les démonstrations sportives, l’humour ou encore des vidéos d’expression directe à son public. 

## Parcours au cinéma et fiction
Gérald Michiara multiplie les apparitions dans des productions cinématographiques et de fiction au format Duanju :  
- Dans la série « Draculi & Gandolfi » de Guillaume Sanjorge, où il interprète un guerrier humoristique[13].
- Dans le film « Paul Sanchez est revenu ! » de Patricia Mazuy, où il interprète un gendarme du GIGN, aux côtés de Laurent Lafitte[14].
- Dans le film « BAC Nord » de Cédric Jimenez, où il fait une apparition en policier, avec Gilles Lellouche, François Civil et Karim Leklou.
- Dans la série : « Les aventures avec ma Voisine », réalisée par Jeremy Haeffele et produite par Guillaume Sanjorge, où il incarne un instructeur militaire imaginaire dans l’esprit rêveur du personnage principal, aux côtés de Michel La Rosa, Jean-Louis Barcelona et Lana Sfera[15],[16],[17].
- Dans la série « Miliciens », réalisée par Jeremy Haeffele et produite par Guillaume Sanjorge, où il incarne un miliciens lors d'un interogatoire au côté de Magali Semetys[18].

## Parcours littéraire
- 2021, Major Gérald : La préparation physique et mentale de la Légion, aux Éditions Solar[19],[20].